# NGC 6828
NGC 6828 é um aglomerado aberto na direção da constelação de Aquila. O objeto foi descoberto pelo astrônomo William Herschel em 1788, usando um telescópio refletor com abertura de 18,6 polegadas. 